# Metepec
Metepec è una città del Messico situata nello Stato del Messico, il cui capoluogo è la località omonima.